# Antharmostes patrizii
Antharmostes patrizii là một loài bướm đêm trong họ Geometridae.